# ویکتور ویندیر
ویکتور ویندیر (انگلیسی: Victor Windeyer; ۲۸ ژوئیهٔ ۱۹۰۰ – ۲۳ نوامبر ۱۹۸۷) سیاست‌مدار اهل استرالیا بود. وی همچنین برندهٔ جوایزی همچون نشان امپراتوری بریتانیا و نشان حمام شده‌است.